# Zig-Zag Territoires
Zig-Zag Territoires est un label discographique français de musique classique et de jazz contemporain, fondé en 1997 par Franck Jaffrès, ingénieur du son et Sylvie Brély. En 2010, le label indépendant est repris par le groupe belge Outhere.